# بو سكوت
بو سكوت (بالإنجليزية: Bo Scott)‏ هو لاعب كرة قدم أمريكية ولاعب كرة القدم الكندية أمريكي، ولد في 30 مارس 1943 في كونيلسفيل في الولايات المتحدة.

## وصلات خارجية
- بو سكوت على موقع مرجع كرة القدم المحترفة.كوم (الإنجليزية)